# Chromoprotein
Chromoprotein: có nhóm ngoại là hợp chất có màu. Tùy theo đặc tính của nhóm ngoại, ta có các Chromoprotein có màu khác nhau. Ví dụ hem (Pophyrine chứa sắt) có màu đỏ, là nhóm ngoại của Myoglobin, Hemoglobin, Cytochrome C, Catalase; Riboflavin có màu vàng, là nhóm ngoại của các Flavoprotein (các Dehydrogenase hiếu khí...).